# ルーシェ＝カペリの定理
数学の線型代数学の分野におけるルーシェ＝カペリの定理（ルーシェ＝カペリのていり、英: Rouché–Capelli theorem）とは、ある線型方程式系の拡大係数行列と係数行列が与えられた際に、その系の解の個数を求めることを可能にする定理である。ウジェーヌ・ルーシェとアルフレード・カペリの名にちなむ。また、ロシアではクロネッカー＝カペリの定理として知られ、イタリアではルーシェ＝カペリの定理、フランスではルーシェ＝フォントネーの定理、スペインや多くのラテンアメリカの国ではルーシェ＝フロベニウスの定理として知られている。

## 正式な内容
{\displaystyle n} 個の変数を含むある線型方程式系が解を持つための必要十分条件は、その係数行列 A の階数が拡大係数行列 [A|b] の階数と等しいことである。もしもそのような解が存在するなら、それらは {\displaystyle \mathbb {R} ^{n}} において次元が n − rank(A) であるようなアフィン部分空間を構成する。特に、
- n = rank(A) であるなら、解はただ一つ存在し、
- そうでないなら、解は無数に存在する。